# Younes Ahmad
Younes Ahmed (Arabic:يونس أحمد) (sinh ngày 26 tháng 6 năm 1991) là một cầu thủ bóng đá người Các Tiểu vương quốc Ả Rập Thống nhất. Hiện tại anh thi đấu cho Ras Al Khaima.